# 亨特·馬漢
亨特·馬漢（英語：Hunter Mahan，1982年5月12日—），美國職業高爾夫球選手。出生在加利福尼亞州橙市。於2003年轉為職業選手。他在2007年8月進入世界排名前50位，在2008年3月進入世界排名前30位。

## 外部連結
- 官方網站
- PGA巡迴賽網站上的介紹